# Szebnie
Szebnie – wieś w Polsce położona w województwie podkarpackim, w powiecie jasielskim, w gminie Jasło. Graniczy od północy z Nieplą i Bierówką, od zachodu z Zimną Wodą, od południa z Sądkową i Dobrucową, od wschodu z Moderówką. Przez miejscowość przebiega droga krajowa nr 28.
| SIMC    | Nazwa    | Rodzaj    |
| ------- | -------- | --------- |
| 0353081 | Czekaj   | część wsi |
| 0353098 | Dół      | część wsi |
| 0353106 | Zadebrza | część wsi |

W latach 1975−1998 miejscowość administracyjnie należała do województwa krośnieńskiego.

## Historia
Legat papieski Kaliksta II, przeprowadzający legację w Polsce Idzi z Tuskulum wystawiający w Krakowie od maja 1123 do stycznia 1125 za zgodą Bolesława Krzywoustego i syna Bolesława oraz biskupa krakowskiego Radosta dokumenty stwierdza, że do klasztoru w Tyńcu należy miejscowość Szebnie. Jest to najstarsza wzmianka o istnieniu miejscowości. Można sądzić, że osadźcą dla tej miejscowości byli benedyktyni z Tyńca. W XIII wieku następuje korzystniejsza dla rozwoju osady lokacja na prawie magdeburskim. Dokumenty wymieniają Szebnie w 1229.
W dokumencie Leszka Czarnego, w którym książę zezwala na osadzenie miejscowości na tym prawie, figuruje 30 wsi, w tym Szebnie. Ze sporu w 1319 między opactwem tynieckim a Jakubem, podkomorzym sandomierskim, o gród Golesz, wynika, że Szebnie podlegały wówczas pod zamek goleski. W 1330 sąd biskupa krakowskiego wydał wyrok w sporze o dziesięciny, wytoczonym przez plebana kościoła w Kazimierzy Małej plebanowi kościoła w Szebniach. Chodziło o dziesięciny z wsi Mikołajów, Stropieszyn i Zagajów, które to dobra w czasie procesu należały do rycerza imieniem Sąd (post araturas Sandonis, militis in Mikołajów, Stropeszyn et Zagaiow). W latach 1333–1334 wymieniony jest rycerz Sąd jako podkomorzy sandomierski. 13 grudnia 1397 Henryk Szebieński (Sebensky) sprzedał Klemensowi z Moskorzewa- podkanclerzowi królestwa polskiego, trzy wsi w powiecie krośnieńskim:Wojkówkę, Bratkówkę i Na Wysokiem z obu stron Wisłoki za 400 grzywien. Był to przypuszczalnie syn Tomisława z Szebni (z 1362). Potem wymieniany jest Nawoj z Szebień (czyli Szebni).
Henryk Szebieński zmarł przypuszczalnie przed rokiem 1420, bo wspomniany wyżej syn jego Indrzych, czyli Henryk, występuje samodzielnie już w 1415 jako Henryk z Moderówki lub Schebensky. Dokument z 1427 wskazuje, że trzej bracia – Spytek z Mikołajowa, Indrzych z Moderówki i Nawój z Szebień – podzielili się dawniej i musieli być opiekunami młodszych braci, którzy (doszedłszy do pełnoletniości) otrzymali swój dział. W 1536 dzierżawcą Szebni był szlachcic Baltazar Dąbrowski.
Miejscowość ta była niszczona przez najazdy Tatarów, Szwedów w 1655, Węgrów w 1657. W styczniu 1863 kilku mieszkańców wybrało się z właścicielem dworu, by walczyć w powstaniu o wolność Polski. We wrześniu 1939 pochowano na cmentarzu w Szebniach ofiary bombardowań lotniska w Moderówce.

### Obóz koncentracyjny w Szebniach
W okresie II wojny światowej na terenie miejscowości istniały koncentracyjne obozy hitlerowskie i obóz jeńców radzieckich (od 8 października 1941 do wiosny 1942), oraz obóz pracy przymusowej w Szebniach (od 11 marca 1943 do 8 września 1944). Z początku, od października 1941, był to obóz koncentracyjny z barakami zbudowanymi przez jeńców dla Polaków, Żydów, Rosjan i innych. Wiosną 1942 utworzono tu obóz dla jeńców radzieckich, w którym zginęło około 4000 ludzi. Więźniów rozstrzeliwano w lesie, na przykład w Warzycach. Było to około kilka tysięcy osób: Żydów, jeńców radzieckich, partyzantów i dzieci z Zakładu Wychowawczego Ojców Bonifratrów w Iwoniczu.
W pobliskiej Dobrucowej masowo rozstrzelano około 3,5 tysiąca Polaków i Węgrów pochodzenia żydowskiego oraz ludność polską przywożoną spoza powiatu jasielskiego. Zwłoki palono na stosie, a prochy wrzucano do rzeki Jasiołka.
O obozie w Szebniach Wisława Szymborska napisała wiersz, który był drukowany w podręcznikach szkolnych.

## Zabytki i inne obiekty
- Szkoła Podstawowa im. Stefanii Sempołowskiej (oddana do użytku 17 lipca 1964 jako szkoła pomnik tysiąclecia[7].), Gimnazjum nr 3 im. Józefa Opioły,
- Dwór Gorayskich z XIX w.
- Zabytkowy kościół drewniany pw. św. Marcina zbudowany w 1605. Gruntownie przebudowany w 1795 staraniem rodziny Gorayskich i proboszcza ks. Jakuba Januszowskiego. Kolejna przebudowa i powiększenie świątyni nastąpiło w 1849 r. z inicjatywy ówczesnego proboszcza ks. Władysława Sarny (rozebranie wieży-dzwonnicy, przedłużenie nawy)[8]. Od momentu poświęcenia nowego kościoła – nieużywany niszczał. Trwały starania o przeniesienie go do skansenu w Kolbuszowej. W 2012 r. rozpoczęto prace remontowe. Kościół należy do szlaku architektury drewnianej.
- Nowy kościół, budowany od 1995 jako pomnik na trzecie milenium chrześcijaństwa, poświęcony przez ks. bpa Kazimierza Górnego 15 czerwca 2003, będący siedzibą parafii św. Marcina, należącej do dekanatu Jasło - Wschód, diecezji rzeszowskiej[8].

## Galeria

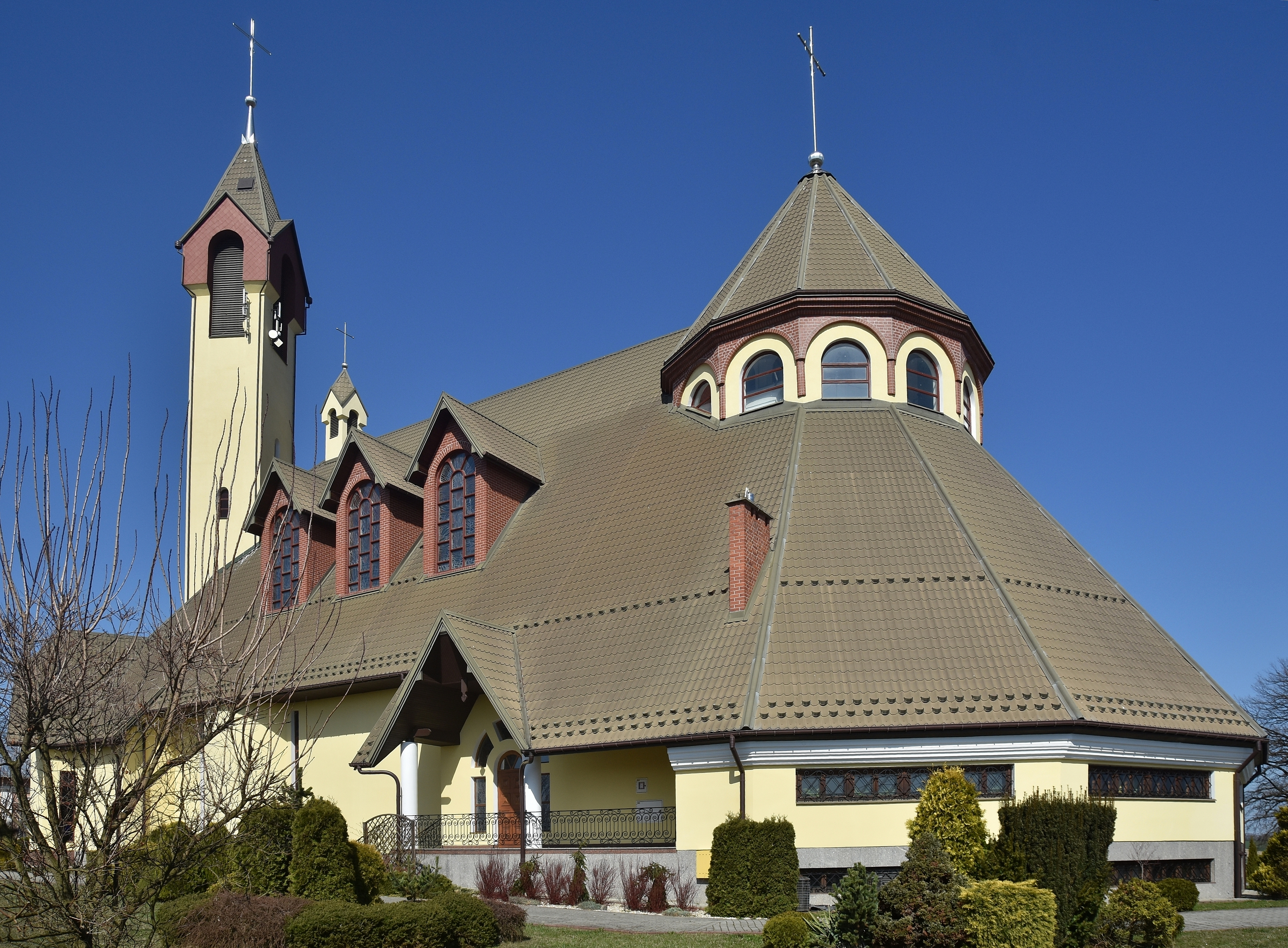
Nowy kościół parafialny
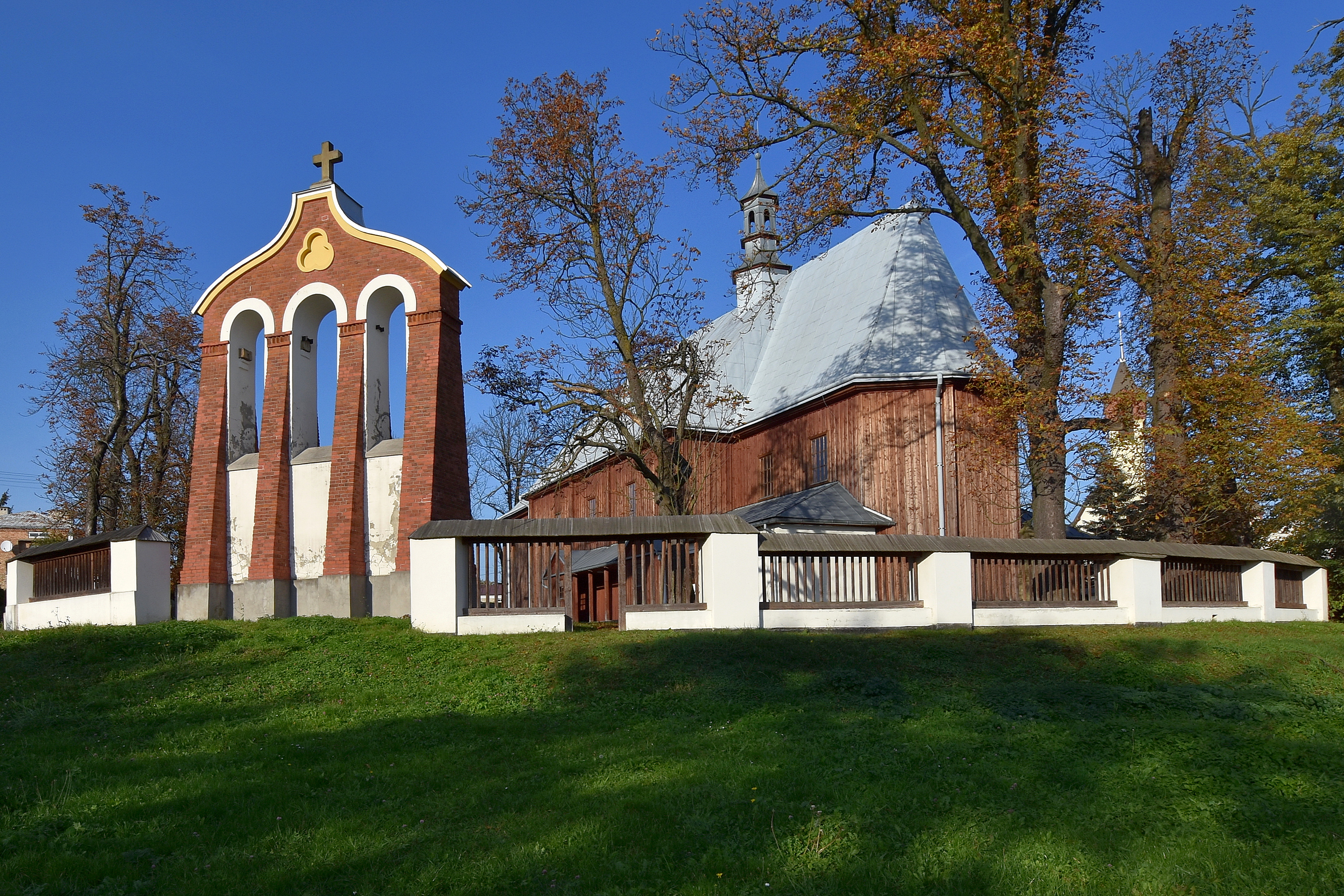
Zabytkowy kościół z 1605
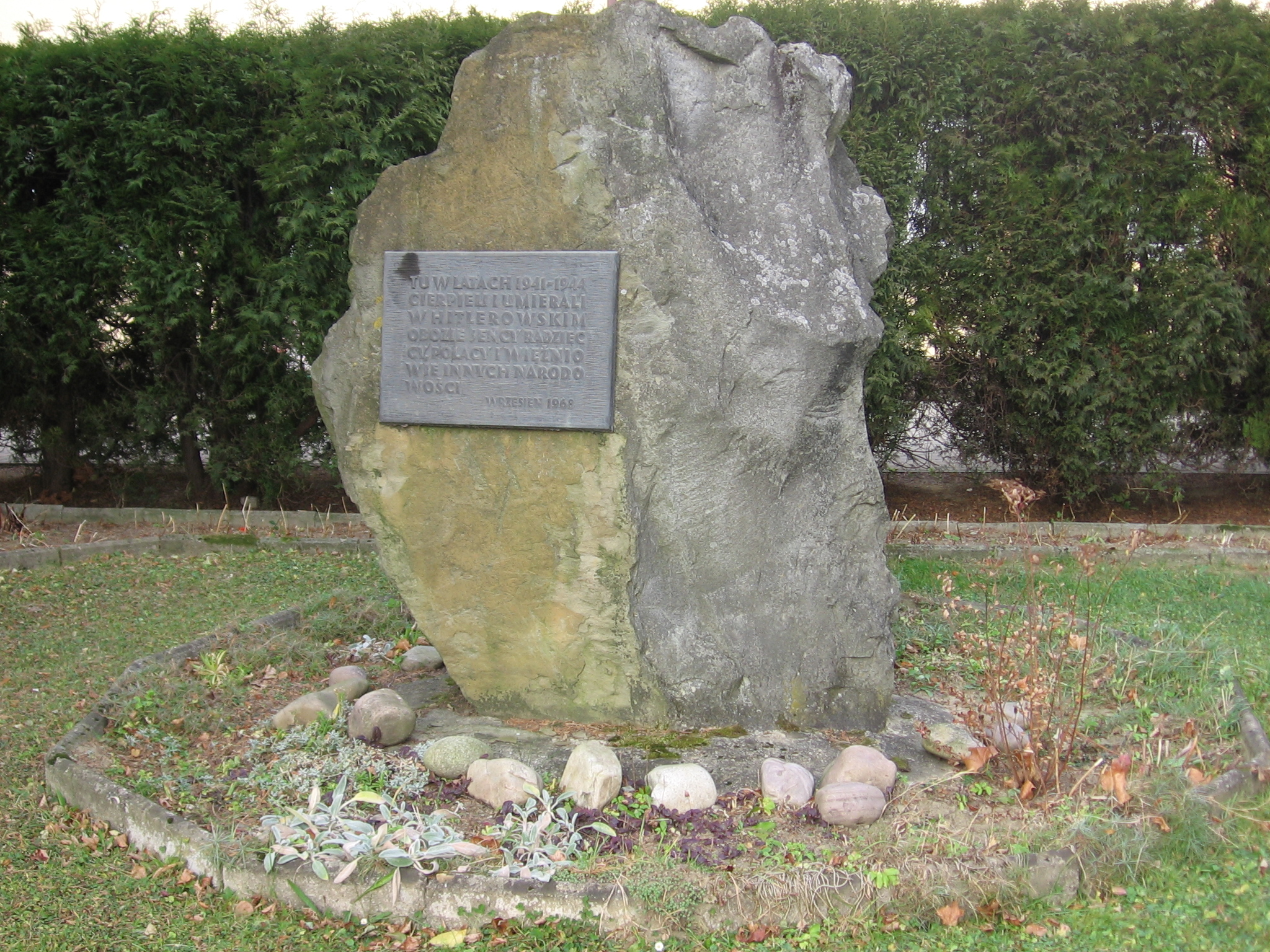
Tablica upamiętniające ofiary hitlerowskich obozów

## Turystyka
- Szlak Architektury Drewnianej - Trasa nr VIII (jasielsko-dębicko-ropczycka)

## Ludzie związani z Szebniami
- Stanisław Dobosz – polski nauczyciel i rzemieślnik, poseł na Sejm II RP III kadencji (1930–1935) z listy BBWR w okręgu Lida
- August Gorayski (ur. 27 listopada 1832 w Szebniach, zm. 21 marca 1915 w Jaśle) – powstaniec styczniowy, polityk, marszałek powiatu, przemysłowiec i finansista, działacz polityczny, radny Krosna
- Stanisław Kasztelowicz (ur. 15 września 1900 w Szebniach, zm. w 1956) – nauczyciel, historyk literatury, autor podręczników.
- Władysław Wyderka (ur. 4 lipca 1891 w Szebniach, zm. w  1987) – duszpasterz wśród robotników polskich we Francji, Kanclerz Kurii Biskupiej w Przemyślu, kanonik kapituły przemyskiej, infułat.
- ks. Józef Opioła (1907–1997) – proboszcz parafii w Szebniach, dziekan jasielski, w czasie okupacji niósł pomoc i otuchę ofiarom niemieckiego terroru., wspomagał więźniów obozu hitlerowskiego w Szebniach dostarczając im żywność i lekarstwa oraz przekazywał korespondencję, pomagał też żołnierzom AK jako powiernik wielu tajemnic polskiego podziemia. W pierwszych latach „władzy ludowej” był niejednokrotnie przesłuchiwany przez UB.